# نیروی هوایی ارمنستان
نیروی هوایی ارمنستان (ارمنی: Հայաստանի Ռազմաօդային Ուժեր) در سال ۱۹۹۲ و به دنبال فروپاشی شوروی سابق تشکیل شد در ابتدا هدف از تشکیل این نیرو، پشتیبانی از نیروی زمینی با استفاده از پشتیبانی راهکنشی هوایی در قالب حملات هوا به زمین و ترابری هوایی بود. این نیرو در خلال جنگ جمهوری آذربایجان در منطقه قره‌باغ که در بین سال‌های ۱۹۹۲ تا ۱۹۹۴به وقوع پیوست، نقش قابل توجهی را ایفا کرد.

## تاریخ

### جنگ اول قره‌باغ کوهستانی
اگرچه ارمنستان بلافاصله پس از فروپاشی اتحاد جماهیر شوروی در سال ۱۹۹۱ اقدام به تصرف تسلیحات شوروی کرد، اما نیروی هوایی نوپای آن در اکتبر ۱۹۹۲ قادر به انجام عملیات‌های تهاجمی هوایی شد. اولین تلفات هوایی ارمنستان در ۱۲ نوامبر ۱۹۹۲ رخ داد، زمانی که یک بالگرد ام‌آی-۲۴ که در حمایت از عملیات تهاجم مارتونی ارمنیان در حال فعالیت بود، در نزدیکی روستای قازاخ سرنگون شد. در ۲۳ نوامبر، دو بالگرد ام‌آی-۸ توسط آتش زمینی هدف قرار گرفتند، که یکی از آن‌ها سرنگون شد و دیگری به شدت آسیب دید؛ یک ام‌آی-۸ دیگر در ۳۰ دسامبر از دست رفت.
آذری‌ها در ۱ ژانویه ۱۹۹۳ یک تهاجم جدید را آغاز کردند و روز بعد موفق شدند کریدور لاچین را قطع کرده و نیروهای ارمنی در قره‌باغ کوهستانی را بار دیگر از ارمنستان اصلی جدا کنند. نیروی هوایی ارمنستان به تقویت نیروها برای یک ضدحمله که از ۷ ژانویه آغاز شد، کمک کرد. اولین روز این عملیات، نیروی هوایی ارمنستان بدترین تلفات خود را در یک روز متحمل شد، به‌طوری‌که یک بالگرد ام‌آی-۸، یک ام‌آی-۲۴ و یک سو-۲۵ سرنگون شدند؛ ممکن است سو-۲۵ توسط آتش خودی سرنگون شده باشد. تا زمانی که تهاجم آذری‌ها در پایان ماه شکست خورد، سه بالگرد دیگر و احتمالاً یک جنگنده دیگر – که گزارش‌ها آن را میگ-۲۱ می‌دانند – از دست رفتند.
در اواخر مارس ۱۹۹۳، ارمنیان یک تهاجم جدید در شمال را آغاز کردند که هدف آن باز کردن یک مسیر تأمین دوم از ارمنستان بود. عملیات کلبجر شامل یک حمله چهارگانه بود که موفق شد ارتش دوم آذربایجان را شکست داده و کنترل منطقه را به دست آورد. تلفات نیروی هوایی ارمنستان در این عملیات شامل یک بالگرد ام‌آی-۸ (در ۱۶ آوریل) بود. در طول تهاجمات تابستانی ۱۹۹۳ یا در عملیات‌های سال بعد پیش از آتش‌بس ۱۶ مه ۱۹۹۴، هیچ تلفات هوایی گزارش نشده است.
اگرچه ارمنستان از سال ۱۹۸۹ شروع به تلاش برای تأسیس نیروی مسلح ارمنستان کرد، اما به دلیل کمبود منابع، پرسنل آموزش‌دیده مناسب و زیرساخت‌های مفید، دولت تصمیم گرفت که تشکیل نیروی هوایی را تا اوت ۱۹۹۲ به تعویق اندازد و عملیات‌های جنگی را از اکتبر آغاز کند. با این حال، ممکن است این اولین استفاده از هواپیماهای مسلح توسط ارمنیان نباشد؛ یک گزارش آذربایجانی بیان می‌کند که ارمنیان به‌طور احتمالی از بالگردهای میل ام‌آی-۸ برای بمباران اهداف غیرنظامی در منطقه گرانبوی آذربایجان در ژانویه ۱۹۹۰ استفاده کرده‌اند. آذری‌ها همچنین ادعا کردند که بالگردهای تهاجمی میل ام‌آی-۲۴ ارمنستان در حمایت از تهاجم به شوشا در فوریه ۱۹۹۲ به کار گرفته شده‌اند. بالگردهای تهاجمی آذربایجانی نیز در نبردهای منطقه استفاده شدند.

### تأسیس نیروی هوایی
در ژانویه ۱۹۹۲، مدیریت کل هواپیمایی و نیروهای دفاع هوایی به عنوان بخشی از وزارت دفاع تازه تأسیس ارمنستان ایجاد شد. در ۱۹۹۲، به دستور وزیر دفاع وازگن سارگسیان، اداره هواپیمایی از بخش دفاع هوایی جدا شده و به یک ساختار مستقل تبدیل شد که واحدها و زیرواحدهای هوایی مستقل ایجاد شدند. در سال‌های بعد، هم‌زمان با مراحل ساخت ارتش، برنامه‌های مختلفی برای توسعه و بهبود نیروی هوایی اجرا شد. به دنبال بازسازی و ساختاردهی مجدد فرماندهی باشگاه پرواز دوساف و فرودگاه ارزنی به وزارت دفاع انتقال یافتند. بعد از انتقال آن‌ها به وزارت دفاع در ۱۹۹۲، مرکز آموزش هواپیمایی تأسیس شد. طبق اعلامیه پیمان نیروهای مسلح متعارف در اروپا در دسامبر ۱۹۹۲، ارمنستان تنها سه هواپیمای جنگی عملیاتی و حداقل ۱۳ بالگرد مسلح از اتحاد جماهیر شوروی به ارث برده بود، همراه با بخشی از شبکه دفاع هوایی. بالگردهای مسلح از هنگ هفتم گارد بالگردهای شوروی به ارمنستان منتقل شده بودند و در ۱۹۹۱ تصاحب شدند. هویت سه هواپیمای جنگی مشخص نیست، اما احتمالاً شامل یک هواپیمای رهگیر میگ-۲۵ و دو هواپیمای تهاجمی سو-۲۵ از هنگ هشتادم بمب‌افکن جنگنده شوروی مستقر در پایگاه هوایی سیتالشای آذربایجان بودند. بالگردها شامل نسخه‌های حمل‌ونقلی ام‌آی-۸ و بالگردهای تهاجمی ام‌آی-۲۴ بودند که در نزدیکی ایروان، ارمنستان مستقر بودند. سایر هواپیماهایی که به‌گزارش‌ها در ۱۹۹۱ به ارمنیان منتقل شدند شامل شش فروند آنتونوف ان-۲، یک فروند آنتونوف ان-۲۴ و یک فروند آنتونوف ان-۳۲ حمل‌ونقلی و ده فروند یاک-۵۲ آموزشی بودند.

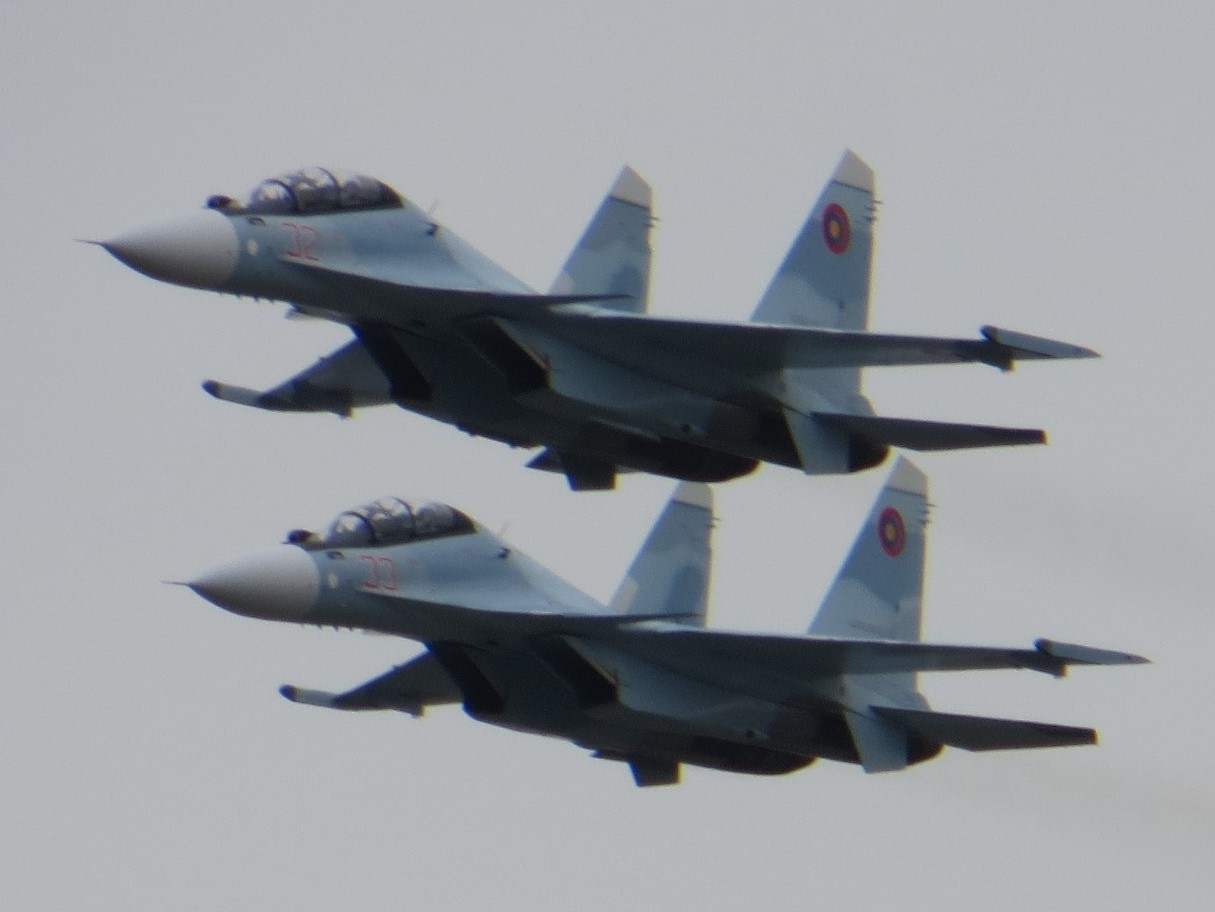
نیروی هوایی ارمنستان با هواپیماهای سوخو سو-۳۰اس‌ام در روز پیروزی

اختلافات سرزمینی با آذربایجان موجب گسترش عمده نیروی هوایی و نیروهای دفاع هوایی ارمنستان در سال‌های ۱۹۹۳–۱۹۹۴ شد. عمده سرمایه‌گذاری ارمنستان در زمینه هواپیمایی به تقویت سازمان دفاع هوایی ارمنستان اختصاص یافت. با کمک‌های فنی روسیه و اهدای سلاح‌ها و تجهیزات ضدهوایی، ارمنستان توانست در عرض یک سال بیشتر رادارهای شوروی و سامانه‌های موشکی ضدهوایی (اس‌آم) باقی‌مانده در خاک خود را در یک سیستم دفاع هوایی منسجم و مؤثر ادغام کند که به‌طور رسمی در آوریل ۱۹۹۴ عملیاتی اعلام شد. افزودن هواپیماها اندک بود، اما تا پایان ۱۹۹۴ موجودی نیروی هوایی ارمنستان به‌طور تقریبی شامل ۵ تا ۶ فروند سو-۲۵ عملیاتی و احتمالاً یک فروند هواپیمای جنگی میگ-۲۵؛ دو فروند ال-۳۹ و ده فروند یاک-۵۲ آموزشی؛ شش فروند آنتونوف ان-۲، دو فروند آنتونوف ان-۷۲، یک فروند توپولف تو-۱۳۴، یک فروند توپولف تو-۱۵۴ هواپیمای ترابری؛ و دو فروند میل ام‌آی-۲، هفت فروند میل ام‌آی-۸ و میل ام‌آی-۱۷، و ۱۵ فروند بالگرد می-۲۴ بود.

### قرن ۲۱
نیروی هوایی ارمنستان در سال‌های ۲۰۰۴–۲۰۰۵ گسترش و نوسازی عمده‌ای را تجربه کرد. این نیرو بازوی جنگی ثابت‌بال خود را از طریق خرید ده فروند سو-۲۵ مازاد از اسلواکی به مبلغ یک میلیون دلار آمریکا در اوت ۲۰۰۴ سه برابر کرد. این هواپیماهای بیست ساله که به مدت یک دهه پرواز نکرده بودند و نیاز به کار برای صلاحیت پروازی داشتند، در سپتامبر ۲۰۰۵ تحویل داده شدند. تحویل سو-۲۵ در ابتدا به اشتباه به‌عنوان خرید ده فروند جنگنده برتری هوایی سو-۲۷ گزارش شد، هواپیمایی که نیروی هوایی اسلواکی هرگز از آن استفاده نکرده بود. همچنین در سال ۲۰۰۴، ارمنستان دو فروند ال-۳۹سی آموزشی از روسیه و اوکراین دریافت کرد، و همچنین دو فروند هواپیمای ترابری ای‌ال-۷۶ از روسیه در ماه مه همان سال دریافت کرد.
گزارش‌های تأیید نشده‌ای منتشر شده‌اند مبنی بر اینکه ارمنستان در سال ۲۰۰۶ تا ده فروند سو-۲۷ از روسیه دریافت کرده است. این احتمالاً با گزارشی از یک منبع آذربایجانی هم‌راستا است که در اکتبر ۲۰۰۵ اعلام کرد ارمنستان ۱۰ فروند جنگنده خریداری کرده است، اما طبق منابع نظامی آذربایجان، تنها ۲ یا ۳ فروند از این هواپیماها سو-۲۷ بوده‌اند؛ باقی‌مانده شامل جنگنده‌های سو-۲۵ و بالگردهای تهاجمی می-۲۴ بودند. ظاهراً این هواپیماها باید طبق شرایط توافق‌نامه ۲۰۰۲ سازمان پیمان امنیت جمعی (سی‌اس‌تی‌او) خریداری شده باشند. با این حال، تاکنون هیچ تأییدی مبنی بر دریافت این هواپیماها وجود ندارد و ممکن است که هرگونه ظهور سو-۲۷ در ارمنستان ناشی از استقرار هواپیماهای روسی در پایگاه هوایی ایروان باشد. (همچنین گفته شده که شوروی‌ها هیچگاه سو-۲۷ را در قفقاز جنوبی مستقر نکردند زیرا محیط عملیاتی آن‌ها در این منطقه بسیار دشوار بود. ارمنستان با مساحت کوچک خود فضای مانور عملیاتی محدودی دارد و این امر بالا رفتن هواپیماها را به ارتفاعات کافی دشوار می‌سازد.)
در ژانویه ۲۰۱۶، وزیر دفاع ارمنستان، سرژ اوهانیان، اشاره کرد که روسیه احتمالاً در مورد تأمین جنگنده‌های سو-۳۰ برای ارمنستان در جریان کمیسیون چهار روزه روسیه-ارمنستان دربارهٔ همکاری‌های نظامی-فنی دوجانبه مذاکره کرده است. ارمنستان چهار فروند جنگنده سو-۳۰اس‌ام را در فوریه ۲۰۱۹ سفارش داد و تحویل آن‌ها از سال ۲۰۲۰ آغاز شد. طبق گفته وزیر دفاع ارمنستان داویت تونویان این کشور برنامه دارد تا جنگنده‌های بیشتر سو-۳۰اس‌ام را خریداری کند. در ۲۷ دسامبر ۲۰۱۹، ارمنستان چهار فروند هواپیما را زودتر از موعد دریافت کرد. در اوت ۲۰۲۰، مذاکرات برای خرید یک دسته جدید از جنگنده‌های سو-۳۰اس‌ام در حال انجام بود. در مارس ۲۰۲۱، نیکول پاشینیان، نخست‌وزیر ارمنستان، تأیید کرد که ارمنستان جنگنده‌های سو-۳۰اس‌ام را بدون بسته موشکی از روسیه خریداری کرده است.
در اکتبر ۲۰۲۴ گزارش شد که وزارت دفاع ارمنستان شروع به مذاکره با شرکت هندستان ایروناتیکس (Hindustan Aeronautics Ltd) برای خرید هشت تا دوازده فروند سو-۳۰ام‌کی‌آی کرده است. این هواپیماها جدید بوده و تحت لیسانس در هند ساخته خواهند شد. همچنین، این معامله ممکن است شامل رادارهای پیشرفته هند، موشک‌ها و بمب‌های هدایت‌شونده باشد.

## سازمان
اطلاعات کمی در مورد سازمان نیروی هوایی ارمنستان منتشر شده است. اینطور که مشخص است، نیروی هوایی در چارچوب ساختار نیروی هوایی و دفاع هوایی مشترک عمل می‌کند و در سال ۲۰۰۴ نیروی هوایی شامل چهار واحد عملیاتی بوده است:

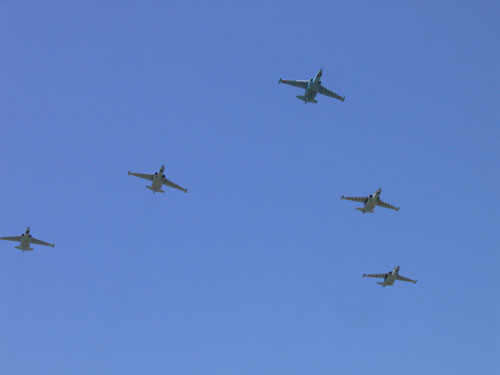
هواپیمای تهاجمی سو-۲۵ نیروی هوایی ارمنستان در حال پرواز در فرمان V بر فراز میدان جمهوری ایروان.

- اسکادران حمله زمینی ۱۲۱ (واحد نظامی هوایی گومری)، مستقر در گومری
- هنگ هواپیمایی مختلط ۱۵، یک اسکادران هلیکوپتری ترکیبی مستقر در یروان
- اسکادران آموزش هوانوردی ۶۰، مرکز آموزشی در آذزنی
- اسکادران هوانوردی ۱۴ واحد نظامی هوایی مستقر در کاپان
- اسکادران هوانوردی ۲۴ واحد نظامی هوایی مستقر در وانادزور

### پایگاه‌های هوایی
پایگاه‌های هوایی اصلی ارمنستان در فرودگاه اربونی در ایروان و فرودگاه شیرک در گیومری قرار دارند، به همراه یک پایگاه آموزشی در فرودگاه آذزنی.

### نیروی دفاع هوایی
نیروی دفاع هوایی بخشی از نیروی هوایی ارمنستان است. این نیرو طبق برنامه اصلاحات نظامی تر-گریگوریانتس تجهیز و سازمان‌دهی شد. نیروهای دفاع هوایی ارمنستان شامل یک تیپ موشکی ضد هوایی و دو هنگ مسلح به ۱۰۰ پرتابگر موشکی عمدتاً ساخت اتحاد جماهیر شوروی و ساخت روسیه هستند. فرمانده پیشین نیروی هوایی روسیه، ژنرال ولادیمیر میخایلوف، گفت:

«از یک طرف، سیستم دفاع هوایی ملی ارمنستان ما را خوشحال می‌کند و از طرف دیگر، ما به کمک خود ادامه خواهیم داد، از جمله با استفاده از تجهیزات و نیروهایی که در پایگاه نظامی روسیه (شماره ۱۰۲) که در اینجا مستقر است».
در سال ۱۹۹۲، اداره دفاع هوایی به دستور وزیر دفاع تأسیس شد. در آن زمان، حدود ۴۰۰ افسر غیرکمیسیونی جذب شدند. همزمان، واحدهای دفاع ضد هوایی سبک در هنگ‌ها و تیپ‌های پیاده‌نظام موتوری تشکیل شدند.

### پرسنل
در تابستان ۱۹۹۳، نیروی هوایی ارمنستان دارای نیروی انسانی به تعداد ۲٬۰۰۰ نفر بود؛ این تعداد تا سال ۲۰۰۴ به ۳٬۰۰۰ نفر افزایش یافت. در ابتدا، این نیروها به تعداد کمی از پرسنل نظامی ارمنی با تجربه که به کشور بازگشته بودند، ذخیره‌ها، سربازان وظیفه و اتباع خارجی قراردادی وابسته بود. در دوره ۱۹۹۳–۱۹۹۴، ارمنستان مؤسسات نظامی خود را از ابتدا ایجاد کرد که از جمله آن‌ها می‌توان به مؤسسه فنی هوایی خود در ایروان و تأسیسات آموزشی مرتبط اشاره کرد. نیروی هوایی ارمنستان هنوز به سربازان وظیفه که برای ۲۴ ماه خدمت می‌کنند، وابسته است، اما از داوطلبان قراردادی با شرایط ۳ تا ۱۵ سال خدمت می‌کنند نیز استفاده می‌کند.
خلبان‌ها و پرسنل فنی آموزش خود را در مؤسسه آموزش هوانوردی نظامی در ایروان که در سال ۱۹۹۳ تأسیس شد، آغاز می‌کنند. کاندیداهای خلبانی ابتدا یک دوره آموزش پرواز ابتدایی و پایه را می‌گذرانند که شامل ۸۰ ساعت پرواز با یاک-۵۲ است و سپس ۶۰ ساعت آموزش تبدیل به جت و آموزش پیشرفته با ال-۳۹ را دنبال می‌کنند. این آموزش در پایگاه هوایی آذزنی که یک پایگاه سابق شوروی از سازمان «دی‌اواس‌ای‌ای‌اف» که در ۳۰ کیلومتر (۱۹ مایل) شمال شرق ایروان واقع شده است، انجام می‌شود. در سال ۲۰۰۵، این تأسیسات یک یاکوولف یاک-۱۸ برای آموزش آکروباتیک و آموزش پرش‌کردن چتربازان در اختیار داشت. یک جفت هلیکوپتر میل می-۲ نیز برای آموزش خلبانان هلیکوپتر وجود دارد. تبدیل نوع و آموزش‌های تاکتیکی پیشرفته در واحدهای عملیاتی انجام می‌شود.